# Peliala pintica
Peliala pintica är en fjärilsart som beskrevs av Paul Dognin 1897. Peliala pintica ingår i släktet Peliala och familjen nattflyn. Inga underarter finns listade i Catalogue of Life.